# Distrito de Birbhum
Birbhum (en bengalí: বীরভূম জেলা) es un distrito de la India en el estado de Bengala Occidental. Código ISO: IN.WB.BI.
Comprende una superficie de 4 545 km².
El centro administrativo es la ciudad de Suri.

## Demografía
Según censo 2011 contaba con una población total de 3 502 387 habitantes, de los cuales 1 711 370 eran mujeres y 1 791 017 varones.